# ناحیه باکهورن، شهرستان براون، ایلینوی
ناحیه باکهورن، شهرستان براون، ایلینوی (به انگلیسی: Buckhorn Township) یک منطقهٔ مسکونی در ایالات متحده آمریکا است که در شهرستان براون، ایلینوی واقع شده‌است. ناحیه باکهورن ۹۸ نفر جمعیت دارد و ۱۹۲ متر بالاتر از سطح دریا واقع شده‌است.